# Ceratocentron fesselii
Ceratocentron fesselii är en orkidéart som beskrevs av Karlheinz Senghas. Ceratocentron fesselii ingår i släktet Ceratocentron och familjen orkidéer. IUCN kategoriserar arten globalt som akut hotad.
Artens utbredningsområde är Filippinerna. Inga underarter finns listade i Catalogue of Life.